# Плелан-ле-Пети
Плела́н-ле-Пети́ (фр. Plélan-le-Petit, брет. Plelann-Vihan, галло Plélan) — коммуна во Франции, находится в регионе Бретань. Департамент — Кот-д’Армор. Входит в состав кантона Планкоэт. Округ коммуны — Динан.
Код INSEE коммуны — 22180.

## География
Коммуна расположена приблизительно в 340 км к западу от Парижа, в 55 км северо-западнее Ренна, в 45 км к востоку от Сен-Бриё.

## Население
Население коммуны на 2016 год составляло 1 914 человек.
| 1962 | 1968 | 1975 | 1982 | 1990 | 1999 | 2008 | 2016 |
| ---- | ---- | ---- | ---- | ---- | ---- | ---- | ---- |
| 1059 | 1127 | 1268 | 1364 | 1525 | 1505 | 1710 | 1914 |

## Администрация
| Период | Период | Фамилия       | Партия       | Примечания                       |
| ------ | ------ | ------------- | ------------ | -------------------------------- |
| 2001   | 2008   | Проспер Бенар | Разные левые | член генерального совета кантона |
| 2008   | 2014   | Дидье Мирьель | Разные левые | служащий                         |

## Экономика
В 2007 году среди 963 человек в трудоспособном возрасте (15—64 лет) 702 были экономически активными, 261 — неактивными (показатель активности — 72,9 %, в 1999 году было 67,0 %). Из 702 активных работали 650 человек (330 мужчин и 320 женщин), безработных было 52 (19 мужчин и 33 женщины). Среди 261 неактивных 69 человек были учениками или студентами, 135 — пенсионерами, 57 были неактивными по другим причинам.

## Достопримечательности
- Усадьба Фоссес (XVI век). Исторический памятник с 1992 года[3]
- Оссуарий на кладбище (XVII век). Исторический памятник с 1926 года[4]
- Семь крестов (1793—1795 годы). Традиционно считается, что они олицетворяют семь святых Бретани. Исторический памятник с 1925 года[5]
- Церковь Св. Петра в оковах (1876—1878 годы)

## Фотогалерея
- Оссуарий
- Семь крестов
- Усадьба Фоссес
- Карта коммуны